# Tin Man
Tin Man es una miniserie para televisión realizada en 2007, coproducida por RHI Entertainment y Canal SyFy, fue emitida en Estados Unidos en el canal SyFy en tres capítulos en días consecutivos, comenzando el 2 de diciembre de 2007. Salió a la venta en DVD para los Estados Unidos el 11 de marzo de 2008. Ese mismo año fue emitida en Reino Unido, Australia y Nueva Zelanda.
La historia es una reimaginación y continuación del clásico El mago de Oz, con elementos añadidos de ciencia ficción y fantasía. Trata las aventuras de una joven camarera de un pequeño pueblo llamada DG que es llevada a un mundo lleno de magia llamado O.Z. (Other Zone), regentado por una bruja tiránica llamada Azkadellia. Con la ayuda de Glitch, Raw y Cain, DG comienza un viaje para recuperar su memoria, a sus auténticos padres y destrozar los planes de Azkadellia de sumir O.Z. en la oscuridad eterna.
Está protagonizada por Zooey Deschanel, Neal McDonough, Alan Cumming, Raoul Trujillo, Kathleen Robertson, y Richard Dreyfuss.
La producción costó 20 millones de dólares, siendo su primer capítulo el espacio más visto en su noche de emisión con 6.4 millones de espectadores y siendo la miniserie, la más vista en 2007. Fue candidata a nueve premios Emmy (Ganó uno) y también fue candidata en los Critics' Choice Television Award.
La crítica no fue unánime, algunos elogiaron sus actuaciones, música y efectos visuales, mientras otros la marcaron de excesivamente oscura y deprimente.

## Argumento
DG (Zooey Deschanel) es una camarera en un pequeño pueblo de Kansas que siente que no encaja ahí y tiene sueños acerca de una mujer de ojos claros (Anna Galvin) que menciona que una tormenta va a llegar. Sus visiones toman sentido cuando la bruja Azkadellia (Kathleen Robertson), tiránica gobernante de O.Z. (Other Zone), envía a su soldados Longcoat a través de una tormenta a matar a DG. DG escapa de ellos a través de la propia tormenta y acaba aterrizando en O.Z. donde conoce a Glitch (Alan Cumming), una persona cuyo cerebro ha sido parcialmente quitado por Azkadellia, y Wyatt Cain (Neal McDonough), un antiguo policía (también conocidos como Tin Man) que había sido encerrado en una traje de hierro por años como castigo por oponerse a Azkadellia. Al trío se incorpora un Visionario llamado Raw (Raoul Trujillo).
DG además recibe un símbolo mágico en la palma de su mano y descubre que sus padres en Kansas eran androides y que su auténtica madre es la mujer de ojos claros de sus sueños. Al visitar al Mystic Man (Richard Dreyfuss) en Central City y después en la Northern Island, el grupo descubre que Glitch fue consejero de la Reina de O.Z. y que DG y Azkadellia son hermanas, hijas de la Reina. Además de recordar como Azkadellia la intentó matar usando magia negra cuando eran pequeñas, pero su madre la revivió con luz mágica y le dio instrucciones secretas para pararla en el futuro con la Esmeralda del Eclipse.

## Intérpretes
Se listan en orden alfabético para mantener un tono neutral, las descripciones tienen revelaciones sobre la trama.
- Alan Cumming como Glitch, consejero de la Reina de O.Z. Antiguamente fue un importante inventor. El personaje está basado como analogía al Espantapájaros del original Mago de Oz.
- Zooey Deschanel como DG, principal protagonista. DG llega a O.Z. y descubre que es la hermana de Azkadellia y princesa al trono de O.Z. Rachel Pattee hace el papel de DG de pequeña. DG es análogo a Dorothy Gale, protagonista del libro original.
- Richard Dreyfuss como The Mystic Man, gobernante de Centra City. Es una marioneta que actúa bajo órdenes de Azkadellia debido a la influencia vapores mágicos. Este personaje es análogo al Mago de Oz.
- Anna Galvin como "Lavender Eyes", reina de O.Z. y madre de DG y Azkadellia.
- Blu Mankuma como Tutor
- Neal McDonough como Wyatt Cain, el Tin Man (hombre de lata) al que hace referencia el título. Es un antiguo defensor de la ley, fue encerrado en una sarcófago de metal como castigo a oponerse a Azkadellia. Su rol es análogo al Hombre de hojalata.
- Callum Keith Rennie como Zero, capitán de los soldados Longcoat de Azkadellia.
- Kathleen Robertson como Azkadellia, antagonista principal. Bruja malvada que domina el mundo de O.Z. Alexia Fast interpreta a la joven Azkadellia. El rol de Azkadellia es análogo a la Bruja Malvada del Oeste.
- Raoul Trujillo como Raw, es de una raza de telépatas Visionarios esclavizados por Azkadellia. Raw está basado en el León cobarde.
- Ted Whittall como Ahamo, marido de la Reina y padre de DG y Azkadellia. Su rol es análogo al Mago de Oz.

## Difusión
Tin Man fue emitido por primera vez en Estados Unidos del 2 al 4 de diciembre de 2007, como una miniserie de tres partes. Posteriormente se emitió en Reino Unido en el canal SciFi durante tres semanas consecutivas comenzando el 11 de mayo de 2008. Se ha emitido en dos partes en Nueva Zelanda (9 y 16 de diciembre de 2008) y en Australia (26 y 27 de diciembre de 2008).
Se publicó en DVD en la región 1 el 11 de marzo de 2008 y en la región 2, en Reino Unido, el 8 de septiembre de 2008.
También se ha publicado un CD con la banda sonora.